# Valdemar kastély
A Valdemar kastély (dánul: Valdemars slot) Tåsinge szigetén található Dánia déli részén, Svendborg település közelében, az azonos nevű községben.

## Története
A kastélyt IV. Keresztély dán király megrendelésére építette 1639 és 1644 között Hans van Stenwinkel építész. A király Kirsten Munkkal kötött morganatikus házasságából származó fia, Valdemar Christian, Schleswig-Holstein grófja számára szánta a kastélyt, ő azonban meghalt 1656-ban Lengyelországban egy csatában, mielőtt azt birtokba vehette volna. 
1678-ban Niels Juel admirális, nemzeti hős kapta meg a kastélyt és a hozzá tartozó birtokot Tåsinge szigetén, miután fényes győzelmet aratott Svédország felett a Køge-öböli tengeri csatában, 1677-ben. Az adományt a csatában elfogott svéd hajókért járó fizetség gyanánt kapta az admirális. A kastély azóta is a család (a 2010-es években immár 11. nemzedéke) birtokában volt.

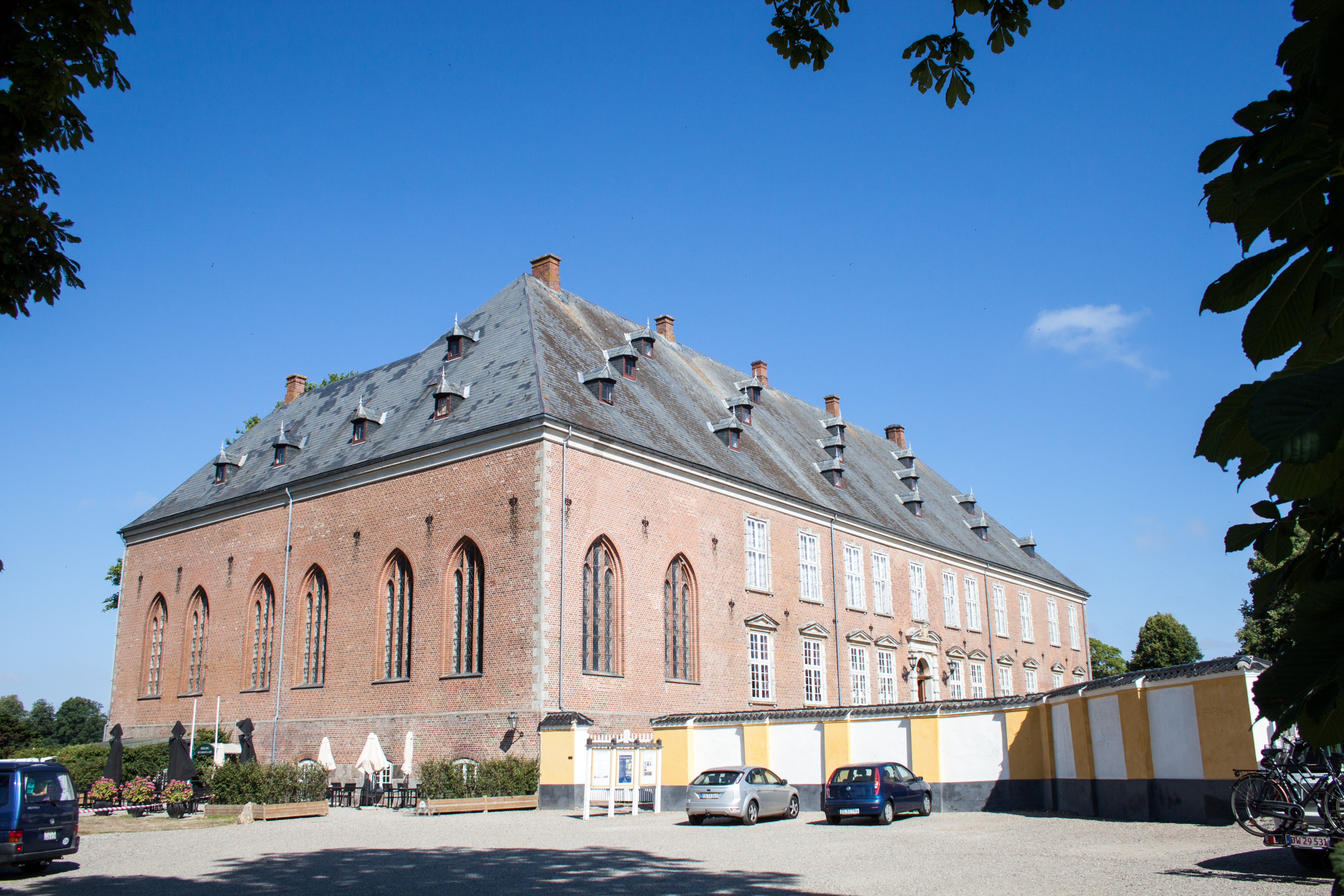
A főépület kápolna felőli oldala
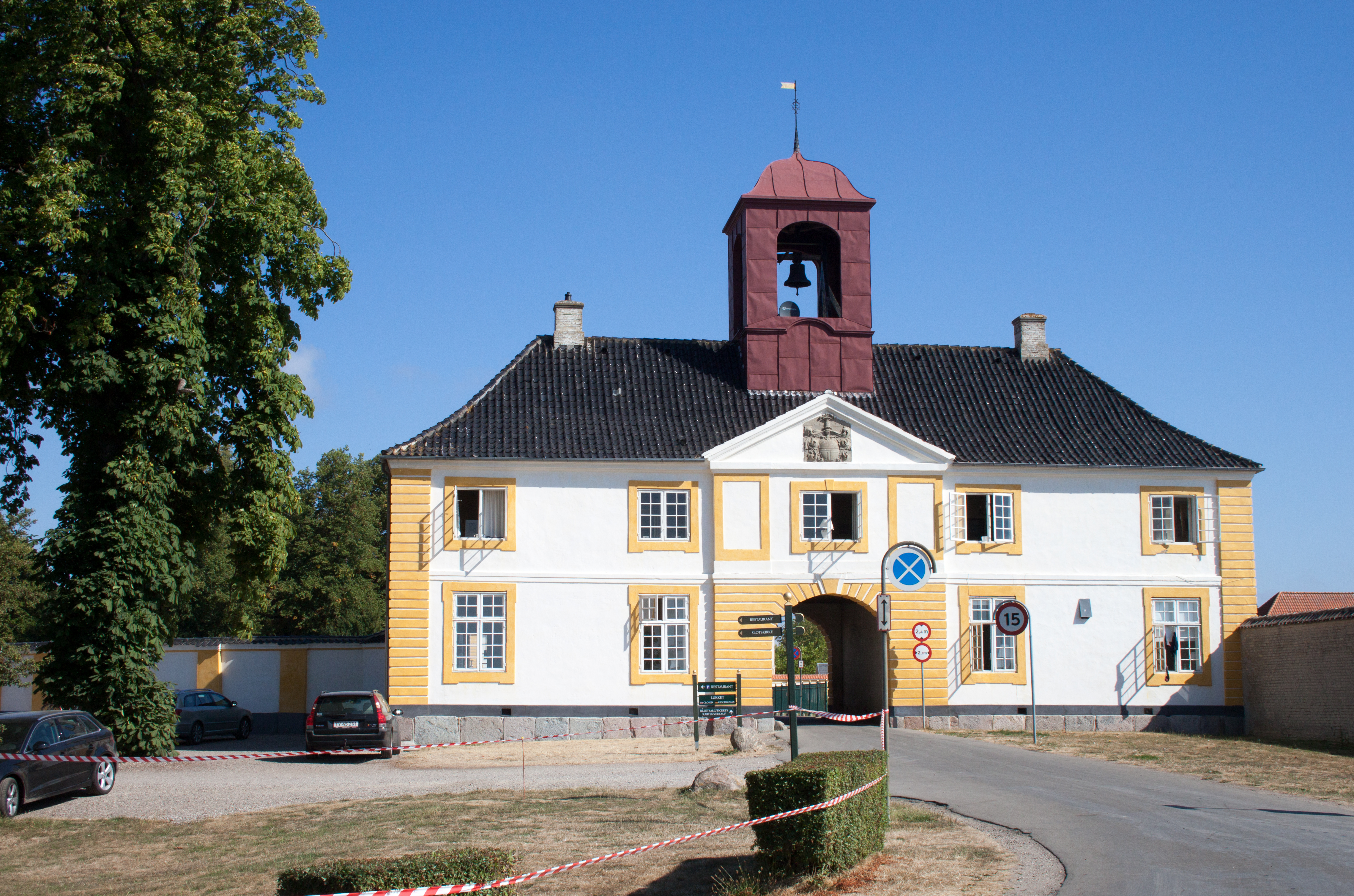
A déli bejárati épület 2018 júliusában, előtte a kiégett füvön figyelmeztetés a tűzveszélyre
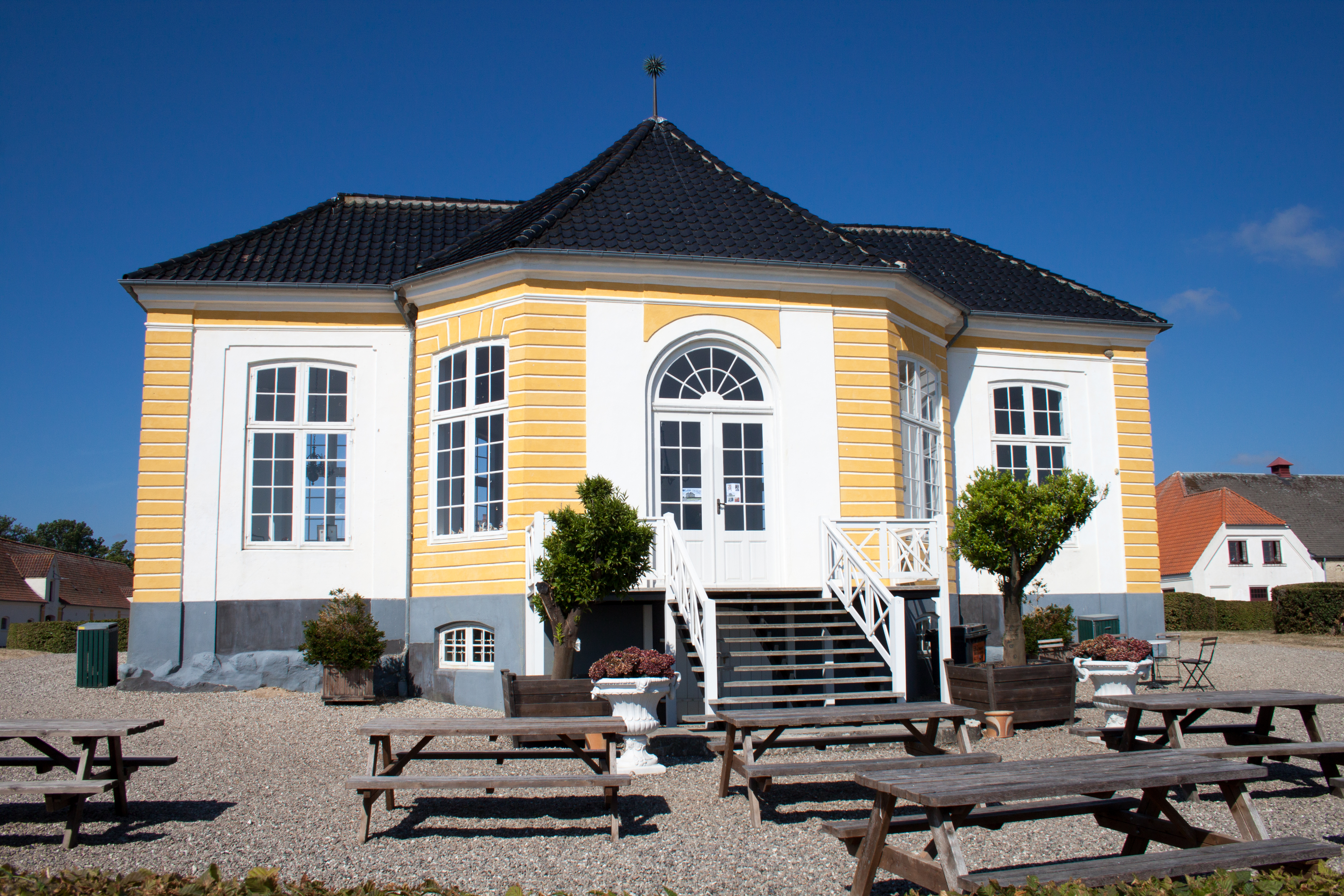
Kerti pavilon a tengerparton
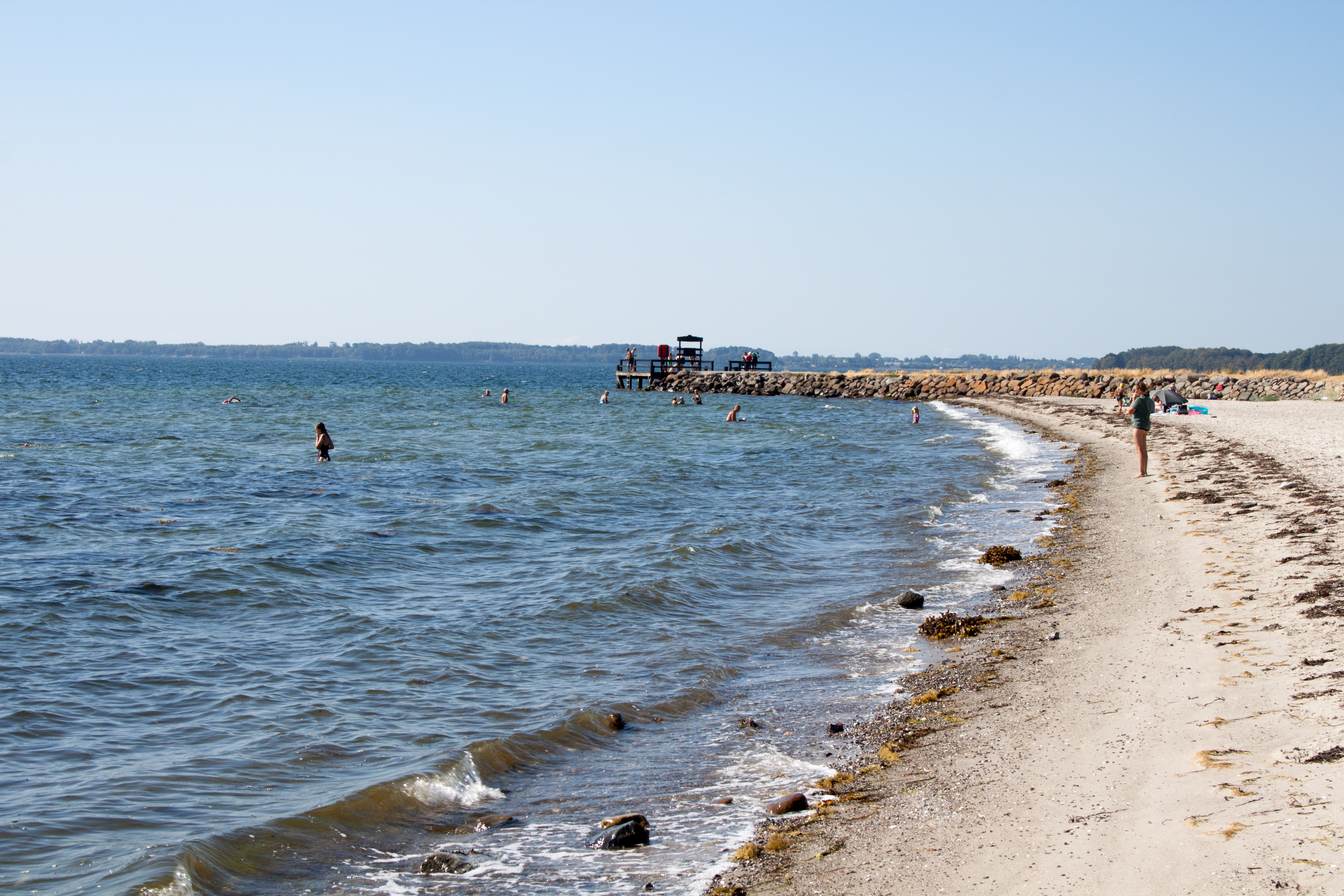
A kastély strandja, 27 fokos tengervízzel (2018. július)

## Leírása
A kastélykomplexum főépületét és a parkot tulajdonosai 1974 óta megnyitják a látogatók előtt a nyári szezonban. A kastélyban nagy kápolna, játékmúzeum, trófeagyűjtemény és helyi tengerészeti múzeum is van. 
A kastély parkja a tengerhez csatlakozik. A parton szabadon látogatható kis strand van. A tengervíz hőmérséklete 2018. júliusában, a nagy dániai hőhullám idején elérte a 27 fokot, mint ezekben a napokban többfelé a Balti-tenger partján.

## Fordítás
- Ez a szócikk részben vagy egészben  a   Valdemar's Castle című angol Wikipédia-szócikk ezen változatának fordításán alapul.  Az eredeti cikk szerkesztőit annak laptörténete sorolja fel. Ez a jelzés csupán a megfogalmazás eredetét és a szerzői jogokat jelzi, nem szolgál a cikkben szereplő információk forrásmegjelöléseként.